# Isabella d'Aviz (regina di Castiglia e León)
Isabella d'Aviz, o Isabella del Portogallo (in portoghese Isabel de Portugal o Isabel de Avis, in catalano Isabel de Portugal i de Bragança e in castigliano Isabel de Avis y Braganza; 1428 – Arévalo, 15 agosto 1496), fu regina consorte di Castiglia e León dal 1447 al 1454.

Era figlia di don Giovanni del Portogallo e di Isabella di Braganza.

## Biografia
Nel 1442, Isabella rimase orfana di padre. Divenne regina consorte di Castiglia e León sposando, il 17 agosto del 1447, a Madrigal de las Altas Torres, Giovanni II sovrano di Castiglia e León, già vedovo di Maria d'Aragona, figlia del re Ferdinando I d'Aragona.
Il 13 dicembre 1447, nella chiesa di San Miguel a Segovia, Isabella venne incoronata regina di Castiglia e León.
Giovanni, bello e colto, era diventato re il 15 gennaio 1407 a soli due anni. Era cresciuto sotto la guida del suo favorito e inseparabile amico Álvaro de Luna (1390-1453), il quale gli consigliò di risposarsi con Isabella. La giovane regina, però, iniziò a essere gelosa delle attenzioni e dell'influenza che il marito concedeva all'amico. Con tutti i privilegi che gli erano stati conferiti, don Alvaro era infatti diventato potente e sfrontato. Così Isabella si schierò col partito dei nobili, contrario al favorito, fino a che riuscì a farlo cadere in disgrazia e condannare a morte.

### La vedovanza e la morte

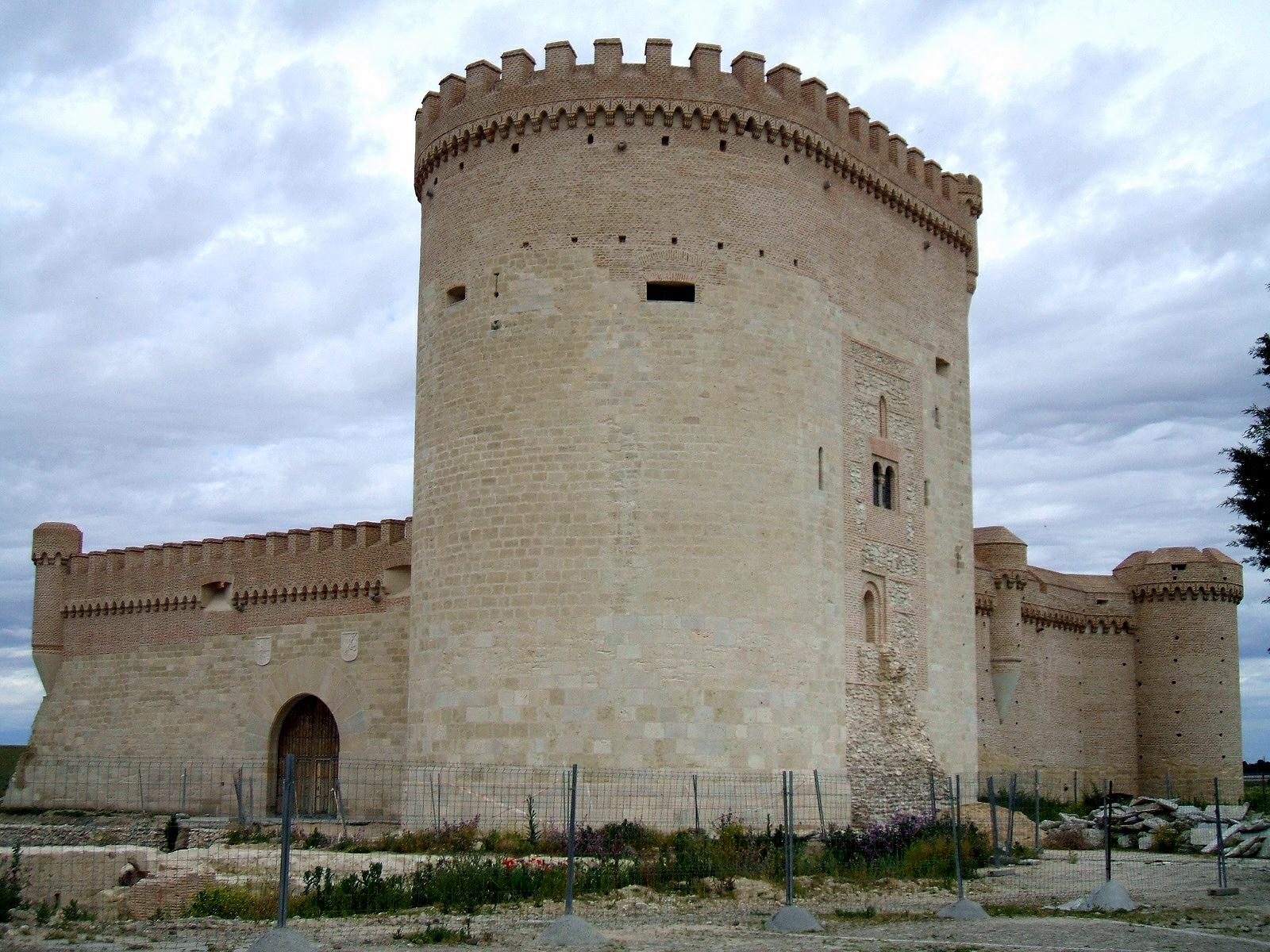
Il castello di Arévalo, dove la regina madre visse fino alla morte

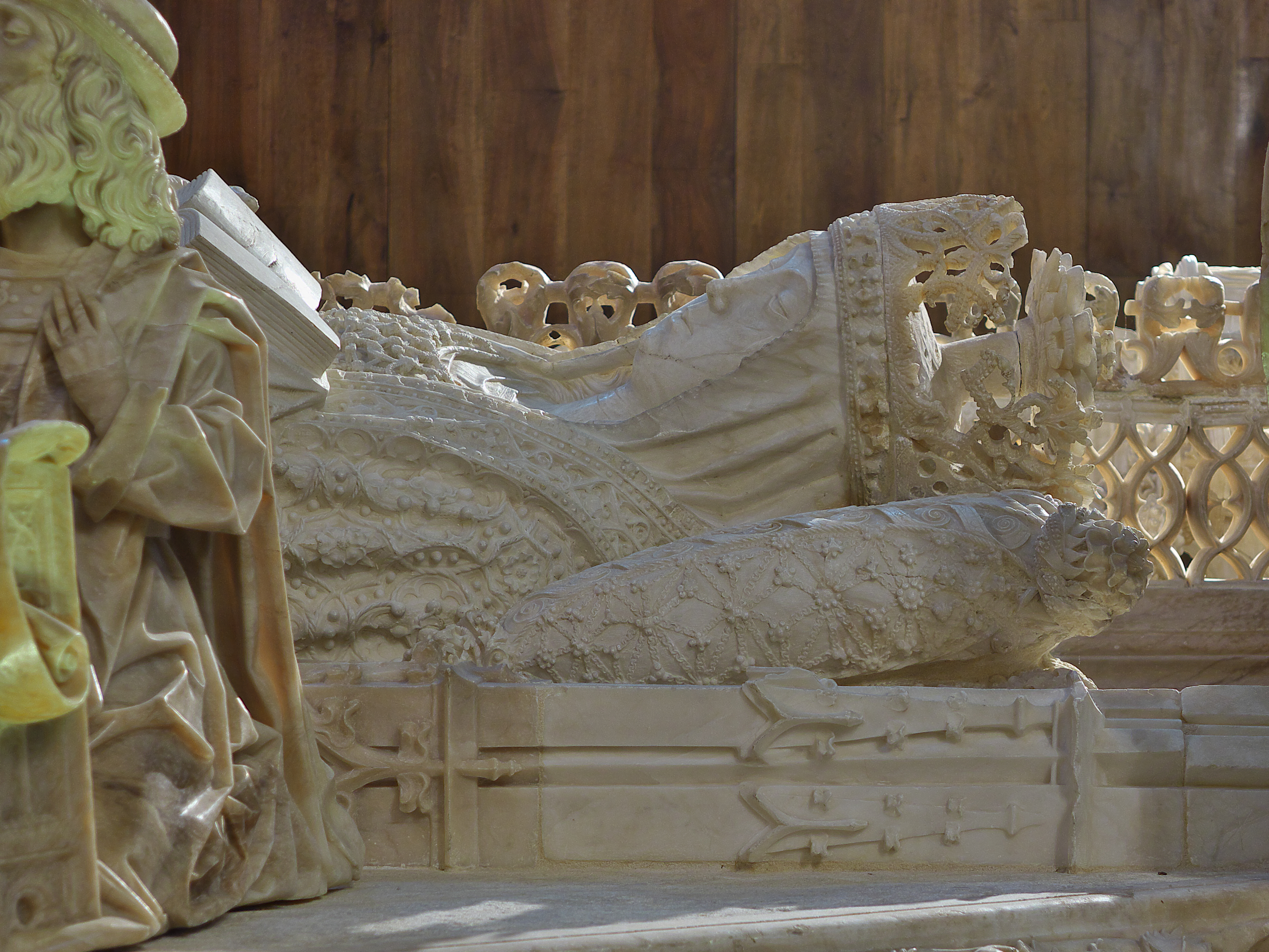
Certosa di Miraflores: sarcofago di Isabella

La morte del marito, nel 1454, causò a Isabella un profondo stato di malinconia, tanto che decise di rinchiudersi nel castello di Arévalo, in cui crebbero i figli Isabella e Alfonso: vi sarebbe rimasta per 42 anni.
Madre e figlia erano molto legate. La futura sovrana di Castiglia (il rango reale non era ancora prevedibile) fu allevata, dunque, ad Arévalo con la regina. Quando la diede alla luce, le mise il nome Isabella in onore dell'amata madre.
Quando arrivò la notizia che la regina madre di Castiglia era moribonda, la figlia Isabella stava festeggiando a Burgos le nozze del figlio principe ereditario Giovanni. Accorse subito da lei e le stette accanto finché morì il 15 agosto 1496, all'età di 68 anni.
Fu inizialmente sepolta nella cappella del palazzo reale di Madrigal, poi la salma fu trasferita a Burgos, nella certosa di Miraflores, in un sarcofago accanto a quello del coniuge Giovanni II.
La morte del marito e i decenni trascorsi chiusa nel castello di Arévalo (dall'età di 26 anni), resero a volte stravagante l'atteggiamento di Isabella. Degli stessi sintomi avrebbero sofferto alcuni suoi discendenti, aggravati dalle tare ereditarie dovute ai numerosi matrimoni tra consanguinei: i casi più manifesti furono quelli della nipote regina Giovanna (che sarebbe passata alla storia come "Giovanna la pazza"), del principe don Carlos (che diede segni di instabilità comportamentale molto presto) e del re don Sebastiano I del Portogallo. Giovanna, madre dell'imperatore Carlo V, ebbe effettivamente lo stesso destino della nonna: entrambe vissero per molti anni isolate fino alla morte.

## Discendenza
Al consorte diede due figli:

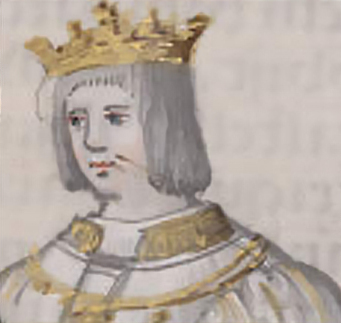
Il re Giovanni II, marito di Isabella

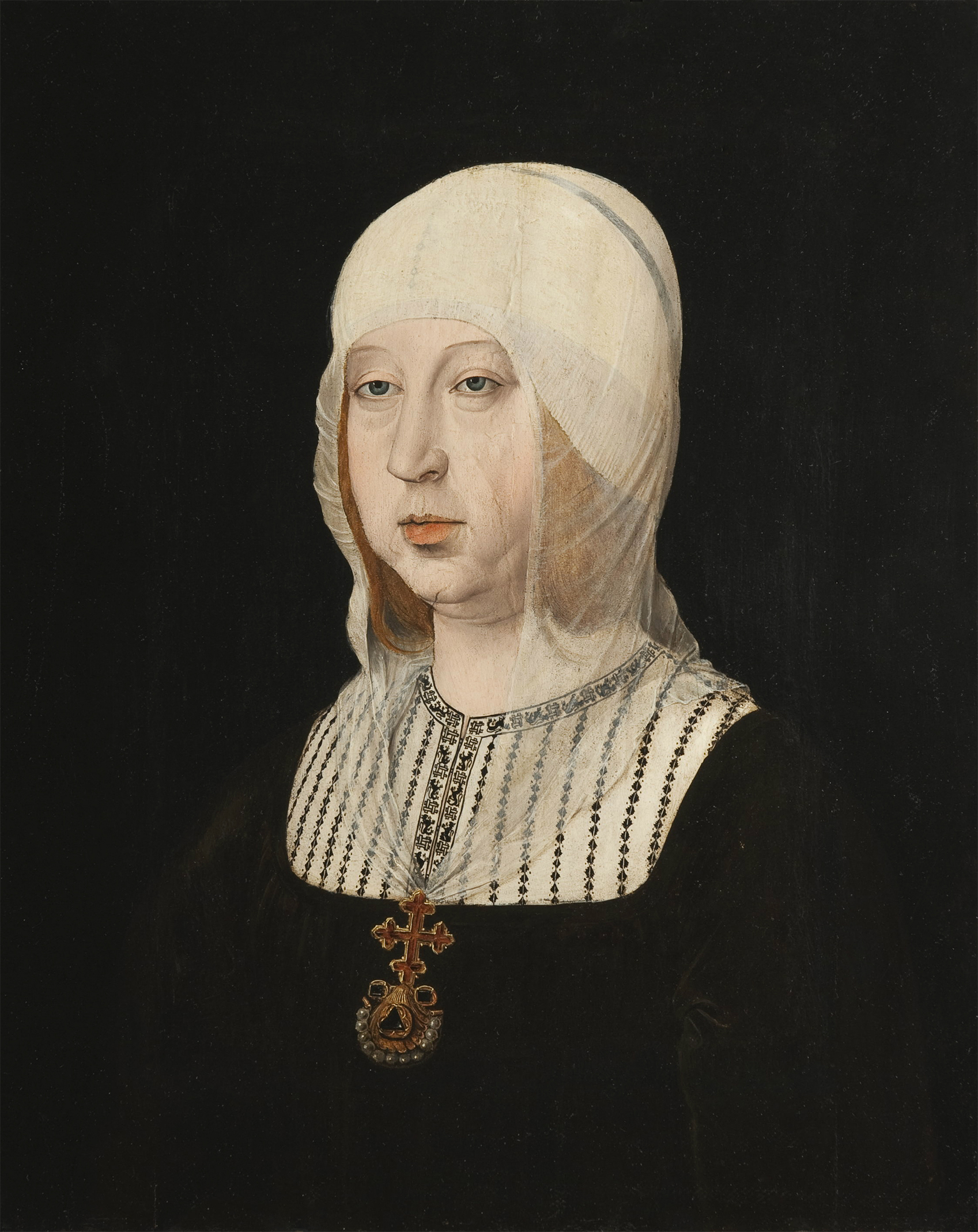
La regina Isabella la Cattolica, primogenita di Isabella

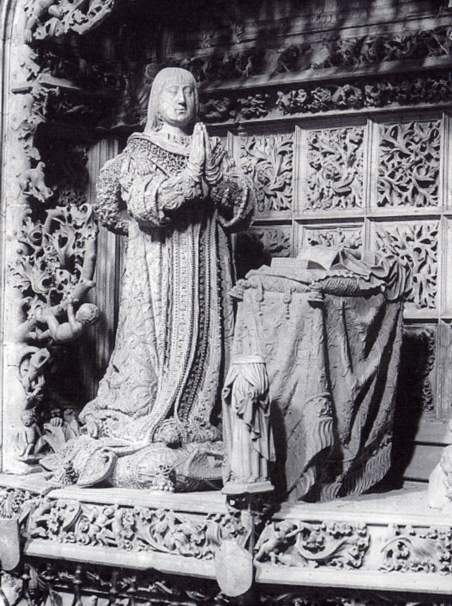
L'infante Alfonso, secondogenito di Isabella

- Isabella (1451 - 1504), futura regina di Castiglia col nome di Isabella I, moglie di Ferdinando II d'Aragona;
- Alfonso (1453 - 1468), principe delle Asturie (erede al trono sino al 1462 e poi in contrasto col re, suo fratellastro, Enrico IV di Castiglia).[6]

## Ascendenza
|                           |                           |                                            | Genitori                                 |  |  | Nonni |  |  | Bisnonni               |  |  | Trisnonni           |  |
|                           |                           |                                            |                                          |  |  |       |  |  | Pietro I di Portogallo |  |  | Alfonso IV l'Ardito |  |
|                           |                           |                                            |                                          |  |  |       |  |  | Pietro I di Portogallo |  |  | Alfonso IV l'Ardito |  |
|                           |                           | Beatrice di Castiglia                      |                                          |  |  |       |  |  | Pietro I di Portogallo |  |  |                     |  |
| Giovanni I del Portogallo |                           |                                            |                                          |  |  |       |  |  | Pietro I di Portogallo |  |  |                     |  |
|                           |                           | Teresa Lourenço                            | Lourenço Martins                         |  |  |       |  |  |                        |  |  |                     |  |
|                           |                           | Teresa Lourenço                            | Lourenço Martins                         |  |  |       |  |  |                        |  |  |                     |  |
|                           |                           | Teresa Lourenço                            | …                                        |  |  |       |  |  |                        |  |  |                     |  |
| Giovanni d'Aviz           |                           | Teresa Lourenço                            |                                          |  |  |       |  |  |                        |  |  |                     |  |
|                           |                           | Giovanni Plantageneto, I duca di Lancaster | Edoardo III d'Inghilterra                |  |  |       |  |  |                        |  |  |                     |  |
|                           |                           | Giovanni Plantageneto, I duca di Lancaster | Edoardo III d'Inghilterra                |  |  |       |  |  |                        |  |  |                     |  |
|                           |                           | Giovanni Plantageneto, I duca di Lancaster | Filippa di Hainaut                       |  |  |       |  |  |                        |  |  |                     |  |
| Filippa di Lancaster      |                           | Giovanni Plantageneto, I duca di Lancaster |                                          |  |  |       |  |  |                        |  |  |                     |  |
|                           |                           | Bianca di Lancaster                        | Enrico Plantageneto, I duca di Lancaster |  |  |       |  |  |                        |  |  |                     |  |
|                           |                           | Bianca di Lancaster                        | Enrico Plantageneto, I duca di Lancaster |  |  |       |  |  |                        |  |  |                     |  |
|                           |                           | Bianca di Lancaster                        | Isabella di Beaumont                     |  |  |       |  |  |                        |  |  |                     |  |
| Isabella d'Aviz           |                           | Bianca di Lancaster                        |                                          |  |  |       |  |  |                        |  |  |                     |  |
|                           | Giovanni I del Portogallo | Pietro I di Portogallo                     |                                          |  |  |       |  |  |                        |  |  |                     |  |
|                           | Giovanni I del Portogallo | Pietro I di Portogallo                     |                                          |  |  |       |  |  |                        |  |  |                     |  |
|                           | Giovanni I del Portogallo | Teresa Lourenço                            |                                          |  |  |       |  |  |                        |  |  |                     |  |
| Alfonso I di Braganza     | Giovanni I del Portogallo |                                            |                                          |  |  |       |  |  |                        |  |  |                     |  |
|                           |                           | Inés Pires                                 | …                                        |  |  |       |  |  |                        |  |  |                     |  |
|                           |                           | Inés Pires                                 | …                                        |  |  |       |  |  |                        |  |  |                     |  |
|                           |                           | Inés Pires                                 | …                                        |  |  |       |  |  |                        |  |  |                     |  |
| Isabella di Braganza      |                           | Inés Pires                                 |                                          |  |  |       |  |  |                        |  |  |                     |  |
|                           |                           | Nuno Álvares Pereira                       | Álvaro Gonçalves Pereira                 |  |  |       |  |  |                        |  |  |                     |  |
|                           |                           | Nuno Álvares Pereira                       | Álvaro Gonçalves Pereira                 |  |  |       |  |  |                        |  |  |                     |  |
|                           |                           | Nuno Álvares Pereira                       | Iria Gonçalves do Carvalhal              |  |  |       |  |  |                        |  |  |                     |  |
| Beatrice Pereira de Alvim |                           | Nuno Álvares Pereira                       |                                          |  |  |       |  |  |                        |  |  |                     |  |
|                           |                           | Leonora de Alvim                           | João Péres de Alvim                      |  |  |       |  |  |                        |  |  |                     |  |
|                           |                           | Leonora de Alvim                           | João Péres de Alvim                      |  |  |       |  |  |                        |  |  |                     |  |
|                           |                           | Leonora de Alvim                           | Branca Péres Coelho                      |  |  |       |  |  |                        |  |  |                     |  |
|                           |                           | Leonora de Alvim                           |                                          |  |  |       |  |  |                        |  |  |                     |  |